# Autonome Sozialistische Sowjetrepublik der Mari

Flagge der ASSR der Mari

Mari El

Die ASSR der Mari (Autonome Sozialistische Sowjetrepublik der Mari) war eine autonome Sowjetrepublik in der Russischen Sozialistischen Föderativen Sowjetrepublik (RSFSR) innerhalb der Sowjetunion. Sie bestand von 1936 bis 1991. Die Hauptstadt war Joschkar-Ola. Von 1920 bis 1936 war die Region autonomes Gebiet der Mari, dann wurde sie ASSR. 1991 erklärte sich das Gebiet zur souveränen Republik, behielt jedoch den föderativen Status bei und gehört seitdem unter dem Namen Republik Mari El zu Russland. Das Gebiet ist ländlich geprägt und wird von etwa 800.000 Menschen bewohnt. In einigen Quellen werden die Angehörigen des Volkes der Mari als Tscheremissen und das Gebiet als Tscheremissische ASSR bezeichnet. Offiziell wurde und wird das Volk jedoch als Mari und das Gebiet als ASSR der Mari benannt.